# 31. децембар
31. децембар (31.12) је 365. дан године по грегоријанском календару (366. у преступној години). Ово је последњи дан у години.

## Догађаји
- 406 — По традицији, германска племена Вандали, Алани и Свеви су прешли Рајну што је означило крај римског рајнског лимеса.
- 1494 — У Рим ушле снаге француског краља Шарла VIII.
- 1600 — Енглеска краљица Елизабета I издала повељу о оснивању Источноиндијске компаније.
- 1879 — Амерички проналазач Томас Алва Едисон први пут јавно демонстрирао електричну сијалицу, у Менло Парку, у Њу Џерсију.
- 1881 — У Србији је штампан први званични програм хемије за средње школе (ниже и више) у „Просветном гласнику“.
- 1911 — Марија Кири добила другу Нобелову награду за хемију за истраживање радиоактивних елемената.
- 1922 — Управу Српског привредног друштва „Привредник“ посетио је краљ Александар I Карађорђевић и прихватио се Привредниковог покровитељства
- 1938 — У Индијанаполису, у САД, први пут званично уведен тест на алкохол за возаче.
- 1945 — У саобраћај пуштен трећи пут обновљен железнички мост преко Саве код Београда.
- 1946 — Председник САД Хари Труман формално прогласио крај Другог светског рата.
- 1949 — Изабран први Раднички савет у фабрици цемента „Првоборац“ у Солину код Сплита.
- 1968 — Суперсонични совјетски путнички авион "ТУ-144" обавио први лет, неколико месеци пре британско-француске суперсоничне летелице "Конкорд".
- 1971 — Аустријски политичар и дипломата Курт Валдхајм преузео дужност генералног секретара Уједињених нација пошто се са тог места повукао бурмански политичар У Тант.
- 1981 — У војном удару који је предводио поручник ваздухопловства Џери Ролингс у Гани оборена цивилна влада Хиле Лимана.
- 1983 — У војном удару у Нигерији свргнут председник Шеху Шагари, који је на власт дошао на изборима 1979, на којима је окончана 13-годишња војна владавина. Нови председник постао шеф војне хунте, генерал Мохамед Бухари.
- 1988 — Владе Индије и Пакистана склопиле споразум којим су се обавезале да неће нападати нуклеарна постројења у Пакистану, односно Индији.
- 1991 — Совјетски Савез је званично престао да постоји.
- 1994 — Пуштена у рад прва мрежа мобилне телефоније у Србији - Мобтел
- 1995 — Амерички инжењери завршили понтонски мост преко Саве, а потом амерички тенкови и трупе из састава снага УН за одржање мира ушли у Босну.
- 1996 — Широм Србије на стотине хиљада грађана, који су готово два месеца свакодневно протестовали тражећи признавање резултата локалних избора на којима је победила опозиција, окупили се на централним градским трговима да дочекају Нову годину.
- 1998 — Министри финансија Европске уније саопштили дефинитивне курсеве према којима ће националне валуте 11 земаља ЕУ бити мењане у евро кад јединствена европска валута 1. јануара 1999. буде званично пуштена у промет.
- 1999 —
  - Председник Русије Борис Јељцин поднео оставку и за вршиоца дужности шефа државе именовао Владимира Путина, дотадашњег премијера.
  - Председник Панаме Миреја Москосо од САД формално вратио контролу своје земље над Панамским каналом.
- 2000 — Саудијска Арабија, Кувајт, Бахреин, Катар, Оман и Уједињени Арапски Емирати, чланице Савета за сарадњу у Заливу, потписале пакт о заједничкој одбрани по којем се напад на једну од земаља-чланица сматра нападом на све.
- 2001 — Пакистанске власти ухапсиле више од 20 чланова једне од две муслиманске милитантне групе, Лашкар е Таиба, коју је Индија оптужила за напад на Парламент, када је убијено 14 особа.

## Рођења
- 1869 — Анри Матис, француски сликар, вајар, графичар и декоратер. (прем. 1954)[1]
- 1880 — Џорџ Маршал, амерички генерал и политичар, 50. државни секретар САД, добитник Нобелове награде за мир (1953). (прем. 1959)[2]
- 1881 — Макс Пехштајн, немачки сликар и графичар. (прем. 1955)[3]
- 1908 — Симон Визентал, аустријски писац, познат по прикупљању информација о нацистичким ратним злочинима како би се судило починиоцима злочина. (прем. 2005)[4]
- 1908 — Бора Глишић, српски театролог, позоришни критичар, драматург, новинар, преводилац и менаџер у култури. (прем. 1988)[5]
- 1919 — Лудмила Фрајт, српска композиторка чешког порекла. (прем. 1999)[6]
- 1928 — Веијо Мери, фински писац. (прем. 2015)[7]
- 1930 — Ацо Јовановски, македонски глумац. (прем. 2016)[8]
- 1931 — Божидар Боки Милошевић, српски кларинетиста. (прем. 2018)[9]
- 1937 — Ентони Хопкинс, велшки глумац, редитељ и продуцент.[10]
- 1937 — Милутин Шошкић, српски фудбалски голман и фудбалски тренер. (прем. 2022)[11]
- 1941 — Сара Мајлс, енглеска глумица.[12]
- 1941 — Алекс Фергусон, шкотски фудбалер и фудбалски тренер.[13]
- 1943 — Џон Денвер, амерички музичар, музички продуцент, глумац, активиста и хуманитарац. (прем. 1997)[14]
- 1943 — Бен Кингсли, енглески глумац.[15]
- 1945 — Вернон Велс, аустралијски глумац.[16]
- 1945 — Барбара Карера, америчко-никарагванска глумица и модел.[17]
- 1948 — Дона Самер, америчка музичарка и глумица. (прем. 2012)[18]
- 1953 — Џејмс Ремар, амерички глумац.
- 1958 — Биби Њуверт, америчка глумица, певачица и плесачица.[19]
- 1959 — Милан Јанковић, српски фудбалер и фудбалски тренер.[20]
- 1959 — Вал Килмер, амерички глумац. (прем. 2025)[21]
- 1960 — Стив Брус, енглески фудбалер и фудбалски тренер.[22]
- 1965 — Николас Спаркс, амерички књижевник и сценариста.[23]
- 1972 — Грегори Купе, француски фудбалер.[24]
- 1977 — PSY, јужнокорејски музичар и музички продуцент.[25]
- 1981 — Јана Милић Илић, српска глумица.[26]
- 1991 — Бојана Јовановски, српска тенисерка.[27]
- 1992 — Чери Кис, српска порнографска глумица.[28]

## Смрти
- 1719 — Џон Флемстид, енглески астроном. (рођ. 1646)[29]
- 1877 — Гистав Курбе, француски сликар. (рођ. 1819)[30]
- 1936 — Мигел де Унамуно, шпански писац, песник, драматург, есејиста и филозоф. (рођ. 1864)[31]
- 1948 — Малком Кембел, енглески возач брзих аутомобила и чамаца. (рођ. 1885)[32]
- 1950 — Карл Ренер, аустријски политичар и правник, 1. канцелар Аустрије. (рођ. 1870)[33]
- 1980 — Маршал Маклуан, канадски филозоф, теоретичар комуникација и књижевни критичар. (рођ. 1911)[34]
- 2004 — Жерар Дебре, француски економиста и математичар, добитник Нобелове награде за економију (1983). (рођ. 1921)[35]
- 2015 — Вељко Губерина, српски адвокат. (рођ. 1925)[36]
- 2021 — Бети Вајт, америчка глумица, комичарка, ТВ водитељка и списатељица. (рођ. 1922)[37]
- 2022 — Папа Бенедикт XVI. (рођ. 1927)[38]

## Празници и дани сећања
- Српска православна црква прославља:
  - Светог мученика Севастијана и друге са њим
  - Светог Флора, епископа аминског
  - Светоги Модеста, патријарха јерусалимског
- Силвестер (име) - Силвестрово